# Ленокс-авеню
Ленокс-авеню, також називається Бульвар Малкольма X (обидві назви офіційно визнані; англ. Lenox Avenue) — основний маршрут з півночі на південь через Гарлем у верхній частині боро Нью-Йорка Мангеттен. Вулиця з двостороннім рухом пролягає від Фермерських воріт на півночі Центрального парку (110-ї вулиці) до 147-ї вулиці. Його трафік образно описаний як «серцебиття Гарлема» Ленгстоном Г'юзом у його вірші «Пісня про кохання музичного автомата». Лінія IRT Ленокс авеню проходить по всій довжині вулиці, обслуговуючи 2 і 3 лінії Нью-Йоркського метрополітену.
Від 119-ї до 123-ї вулиці Ленокс авеню є частиною історичного району Маунт-Морріс-Парк, визначеного Комісією зі збереження пам'яток Нью-Йорка в 1971 році.